# Ancyre

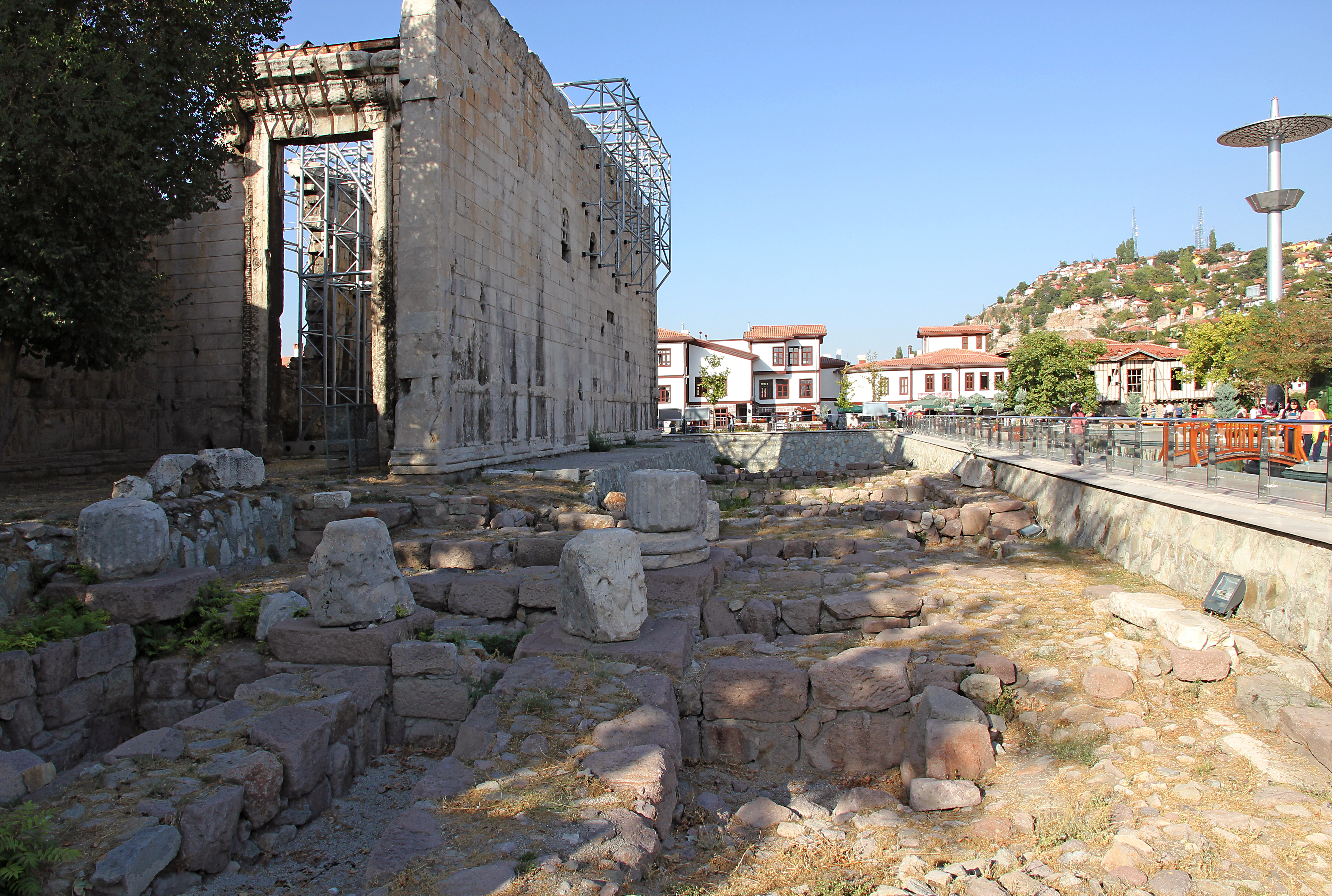
Ruines du temple d'Auguste et de Rome à Ancyre (Ankara).

Ancyre est dans l'Antiquité une ville de Galatie, correspondant à l'actuelle Ankara, capitale de la Turquie.

## Histoire
Le site d'Ancyre a peut-être été occupé dès le IIe millénaire av. J.-C. par les Hittites, mais cela n'est pas confirmé par l'archéologie qui n'a mis au jour aucun vestige de cette époque. Cette hypothèse est avant tout étymologique, bien qu'il ne faille cependant pas confondre ce site avec celui d'Ankuva, nom mentionné dans plusieurs inscriptions hittites et que l'on a rapproché à tort d'Ancyre, alors qu'il s'agit de l'actuel Alişar. Plusieurs noms hittites construit sur le thème ank- sont attestés dans des documents du deuxième millénaire a.C., comme Ankala ou Ankuwash ; l'un de ces noms pourrait désigner Ankara, mais cela reste encore à prouver.
Vers le Xe siècle av. J.-C. elle est peuplée par les Phrygiens et s'appelle alors Aγκυρα (« Anküra »). Cette occupation, elle, est bien attesté archéologiquement ; la vingtaine de tumuli érigée à l'ouest de la ville moderne et les nombreux vestiges archéologiques ont montré qu'il s'agissait d'un établissement majeur aux 9e et 8e s. a.C..
Selon la légende, la cité aurait été construite par le roi Midas qui y aurait déposé ou trouvé une ancre, symbole figurant sur des monnaies antiques. Cette légende doit tenir à la confusion entre le mot grec qui désigne effectivement une ancre, et la racine ancienne du toponyme. La première attestation du nom n'apparait qu'au 4e s. a.C. dans les sources littéraires.
Ancyre devint une cité de l'empire perse qui fut prise par Alexandre le Grand en l'an 333 avant notre ère. À la suite de la « Grande expédition », des Celtes, les Tectosages (un des trois peuples des Galates) occupent la région autour d'Ankara. En 25 avant notre ère, la Galatie devient une province romaine dont Ancyre est faite capitale de province. En alphabet latin la ville prend l'orthographe « Ancyra »,. Ancyre fut promue au rang de « métropole » par Néron qui fit reconstruire ses murailles. Le temple d'Auguste et de Rome à Ancyre, appelé le monument d'Ancyre, a livré l'exemplaire le plus complet du testament politique d'Auguste, les Res gestæ.
Durant le « millénaire byzantin », Ancyre connut une certaine prospérité mais les invasions des Sassanides, des Arabes, des croisés et des Turcs au VIIe siècle furent dévastatrices. Au IVe siècle on y trouve une communauté chrétienne hétérodoxe, les Ascodrobes, cités par Jérôme de Stridon. À partir du XIVe siècle, l'expansion en Anatolie des Ottomans, transforme le nom de la ville en Engürü ou Engüriye en turc, et en Angora dans les langues occidentales. Ancyre laisse place à Ankara à mesure que s'y installent des Turcs et que s'islamise et se turquifie sa population chrétienne et juive  (ma'mīnīm, dönme). Au XVIe siècle l'orthographe Ankara (انقره) commence à s'imposer dans les documents officiels ottomans.

## Sources anciennes
Dans son Histoire naturelle, Pline l'Ancien la nomme « Ancyre des Tectosages ». La ville est également mentionnée par Strabon, habitée par les Tectosages. Pline l'Ancien, cite également « Ancyre en Phrygie », également attestée par Strabon.

## Personnalités liées à la ville
- Philomène d’Ancyre, mort en 275, saint et martyr (29 novembre)
- Théodote d'Ancyre, mort en 303, saint et martyr.
- Clément d'Ancyre, évêque de la ville au IVe siècle.
- Basile d'Ancyre, évêque de la ville au IVe siècle.
- Marcel d'Ancyre, évêque de la ville au IVe siècle.
- Photin, né à Ancyre, disciple du précédent, évêque de Sirmium au IVe siècle.
- Théodote d'Ancyre, évêque de la ville au Ve siècle.
- Nil du Sinaï, fonctionnaire byzantin puis anachorète chrétien au Ve siècle.
- Carine d'Ancyre, sainte chrétienne.

## Iconographie
Au XVIIe siècle, les capitouls de Toulouse honorèrent le passé mythique des fondateurs de cette cité et commandèrent à plusieurs artistes des œuvres sur le thème de La Fondation d'Ancyre par les Tectosages.
- On peut citer :
  - Une peinture murale de Jean-Pierre Rivalz.
  - Une peinture murale d'Antoine Rivalz, (remplaçant celle de son père, Jean-Pierre, détruite).
  - Une peinture de Jean Jouvenet, Toulouse musée des Augustins.
  - Un dessin de Raymond Lafage, Toulouse, musée Paul-Dupuy.